# Friedrich Verzetnitsch
Friedrich (Fritz) Verzetnitsch (Wenen, 22 mei 1945 – 18 juli 2024) was een Oostenrijkse vakbondsbestuurder en politicus. Hij was voorzitter van de Österreichischer Gewerkschaftsbund (ÖGB) en het Europees Verbond van Vakverenigingen (EVV). Daarnaast was hij een tijdlang volksvertegenwoordiger voor de Sozialdemokratische Partei Österreichs (SPÖ) in de Bundesrat en de Nationale Raad.

## Levensloop
Hij groeide op in Wenen, waar hij les volgde in de basis- en secundaire school van Wieden, het vierde stadsdistrict van Wenen dat in de sovjet-bezettingszone lag. Hier leerde hij het beroep "gas- en waterleidinginstallateur" aan, dat hij van 1959 tot '70 zou uitoefenen.
In deze periode is hij reeds actief als syndicaal delegee voor de ÖGB als onder andere voorzitter van de Weense afdeling van de Österreichische Gewerkschaftsjugend (ÖGJ), de jongerenafdeling. In '70 werd hij aangeworven bij de ÖGB. Voor deze vakbond was hij van '73 tot '81 jeugdsecretaris en van '83 tot '87 secretaris. In '84 trad hij toe tevens tot de federale administratie van de SPÖ en was hij lid van de Bundesrat ('84-'86) en lid van de Nationale Raad ('86-'87).
Toen Anton Benya in 1987 terugtrad als voorzitter van de ÖGB vond er een generatiewissel plaats, waarbij de toen 42-jarige Fritz Verzetnitsch verkozen werd tot nieuwe voorzitter. Hij zou deze functie blijven bekleden tot 2006. Op internationaal niveau was hij lid van de executive board van het Internationaal Verbond van Vrije Vakverenigingen (ICFTU) van 1988 tot 2000, Van '88 tot '93 ten slotte was hij vicevoorzitter en van 1993 tot 2003 voorzitter van het EVV.
Verzetnitsch overleed op 18 juli op 79-jarige leeftijd.
Gerelateerde onderwerpen: Vakbond · Vakcentrale · Syndicalisme · Sociale zekerheid · Arbeid · Werkloosheid